# ولاستیمیل کوپسکی
ولاستیمیل کوپسکی (چکی: Vlastimil Kopecký؛ ۱۴ اکتبر ۱۹۱۲ – ۳۰ ژوئیهٔ ۱۹۶۷) یک بازیکن فوتبال و سرمربی (فوتبال) اهل چکسلواکی بود.

## باشگاهی
از باشگاه‌هایی که در آن بازی کرده‌است می‌توان به باشگاه فوتبال اسلاویا پراگ اشاره کرد.

## تیم ملی
وی سابقه ۲۶ بازی برای تیم ملی فوتبال چکسلواکی را در کارنامه دارد.